# Джилл Флінт
Джилл Флінт (англ. Jill Flint; нар. 25 листопада 1977, Черрі-Веллі, Нью-Йорк) — американська акторка.

## Біографія
Джилл Флінт народилася 25 листопада 1977 року у місті Черрі-Веллі, штат Нью-Йорк, США.
З 2004 року почала зніматися у кіно.
Здобула популярність завдяки ролі Джилл у серіалі «Дорогий лікар» (2009—2016).
З 2014 до 2017 року знімалася в серіалі «Нічна зміна».
У 2016—2019 роках була запрошеною актрисою у серіалі «Булл».

## Особисте життя
Одружена з художником Дрю Конрадом, живуть у Брукліні, Нью-Йорк.

## Фільмографія
| Рік |  | Українська назва | Оригінальна назва | Роль |
| --- |  | ---------------- | ----------------- | ---- |